# Berencsi György (orvos)
Berencsi György (Budapest, 1913. június 3. – Szeged, 1986. november 20.) magyar orvos, bakteriológus, nemzetközi hírű elméleti kutatóorvos, egyetemi tanár, az orvostudományok kandidátusa (1958).

## Élete
Berencsi Dezső György (1861–1944) orvos és Barabás Irma (1889–1962) fiaként született a Budai Várnegyedben, az Úri utca 14. szám alatt. Középiskolai tanulmányait 1923 és 1931 között a Budapesti II. kerületi Királyi Egyetemi Katolikus Reálgimnáziumban végezte, ahol 1931-ben tett érettségi vizsgát. 1931 szeptemberétől a budapesti Pázmány Péter Tudományegyetem Orvostudományi Karának hallgatója volt. 1937-ben befejezte tanulmányait, azonban csak 1939. június 12-én avatták orvosdoktorrá Sub auspiciis Gubernatoris minősítéssel. 1933 és 1935 között megbízták a Bonctani-tájbonctani Intézet díjtalan gyakornoki teendőivel. 1935 és 1939 között az egyetemi Bakteriológiai Intézetben működött díjtalan gyakornokként Belák Sándor professzor mellett, majd 1940 és 1944 között ugyanitt fizetéstelen tanársegédként. Itt ismerkedett meg Arnold Graffival, több leukémiavírus felfedezőjével, későbbi nemzetközi hírű rákkutatóval, mely szakmai életútja tekintetében meghatározó jelentőségű volt.
1938-ban a Rheuma és Fürdőkutató Intézetben nyert beosztást. 1940-ben a MABI-nál vállalt orvos-gyakornoki állást. 1941-ben az Országos Társadalombiztosító Intézethez került mint segéd-fogalmazó. A következő évtől a Belügyminisztériumban mint miniszteri fogalmazó, 1943-tól mint segédtitkár teljesített szolgálatot. Oklevelének megszerzése után sokat utazott külföldre, így járt többek között Németországban, Szlovákiában, Svájcban, Franciaországban, Olaszországban, Görögországban és Törökországban. 1945-ben a Pázmány Péter Tudományegyetemen a népbetegségek patológiája című tárgykörből egyetemi magántanárrá habilitálták. Budapest ostroma idején Budapesti I. kerületében orvosi feladatot látott el.
1945 és 1950 között Püspökladányban volt körzeti orvos. 1947-ben a svéd király meghívására 3 hónapos stockholmi ösztöndíjon vehetett részt. 1950 és 1966 között a debreceni Állami Tüdőbeteggyógyintézet és – az Intézet átszervezését követően – a Debreceni Orvostudományi Egyetem TBC Klinika laboratóriumi főorvosa volt. 1958-ban védte meg kandidátusi értekezését. 1966. február 1-jétől tanszékvezetővé nevezték ki a Szegedi Orvostudományi Egyetem Közegészségtani és Járványtani Intézetébe, amelynek 1983-ig állt az élén, majd haláláig ugyanitt szaktanácsadóként dolgozott. 1968 és 1971 között az Általános Orvostudományi Kar dékánja volt.
A Magyar Higiénikusok Társasága, a Magyar Természettudományi Társaság, az Európai Rákkutatás Társasága, és az IC American külföldi tanácsadó testületének a tagja. A Halle-Wittenberg-i Marthin Luther Egyetem tiszteletbeli doktora. Az NDK Higiénikus Társaságának tiszteletbeli tagja, a Medichem magyarországi képviselője. A 6 kötetes „Handuch der Antiseptic” szerkesztőbizottságának a tagja. Kétszer hívták meg Japánba előadó körútra.

## Munkássága
Élete során 476 tudományos közleményt adott ki. Főbb kutatási területei:
- A baktériumok anyagcseréjének vizsgálata.
- Az első hazai inokulációs hepatitis járványt leírása.
- Jellemezte a falusi vízellátást, és a lakosság jódellátásának a hiányát.
- Állatokból több mint 100 mycobacterium törzset tenyésztett ki.
- Durst Jánossal és másokkal közösen feldolgozta a Listeria monocytogenes járványtani és mikrobiológiai tulajdonságait. Szelektív Listeria táptalajt fejlesztettek ki, és az állatorvosokkal együttműködve feltérképezték a hazai Listeria szerovariánsokat.
- Szelényi Ferenccel közösen vizsgálta a TBC fertőzés láncolatának talaj-mikrobiológiai vonatkozásait.
- A mezőgazdaságban alkalmazott mérgező anyagokat (növényvédő szerek, műtrágyák stb.) munkavédelmi szempontból elemezte.
- Vizsgálta a porcelániparban használt festékek mérgező hatását.
- Kísérletei bizonyították a dohányzás súlyosan ártalmas következményeit.
- Az elsők között volt, aki hazánkban felhívta a figyelmet a környezetvédelem fontosságára.

## Díjai, elismerései
- Dalmady Zoltán-emlékérem (1961)
- Fodor József-emlékérem (1970)
- Hőgyes Endre-emlékérem (1979)